# Soizy-aux-Bois
Soizy-aux-Bois ist eine französische Gemeinde mit 191 Einwohnern (Stand: 1. Januar 2022) im Département Marne in der Region Grand Est (vor 2016 Champagne-Ardenne). Sie gehört zum Arrondissement Épernay und zum Kanton Sézanne-Brie et Champagne.

## Geografie
Soizy-aux-Bois liegt etwa 100 Kilometer östlich des Pariser Stadtzentrums, zehn Kilometer nördlich von Sézanne und vier Kilometer westlich des Sumpfgebietes Marais de Saint-Gond. Umgeben wird Soizy-aux-Bois von den Nachbargemeinden Corfélix im Norden und Nordwesten, Oyes im Osten und Nordosten, Mondement-Montgivroux im Osten und Südosten sowie La Villeneuve-lès-Charleville im Süden und Westen.

## Bevölkerungsentwicklung
| Jahr                       | 1962 | 1968 | 1975 | 1982 | 1990 | 1999 | 2006 | 2011 | 2018 |
| -------------------------- | ---- | ---- | ---- | ---- | ---- | ---- | ---- | ---- | ---- |
| Einwohner                  | 127  | 110  | 97   | 123  | 136  | 123  | 142  | 160  | 187  |
| Quellen: Cassini und INSEE |      |      |      |      |      |      |      |      |      |

## Sehenswürdigkeiten

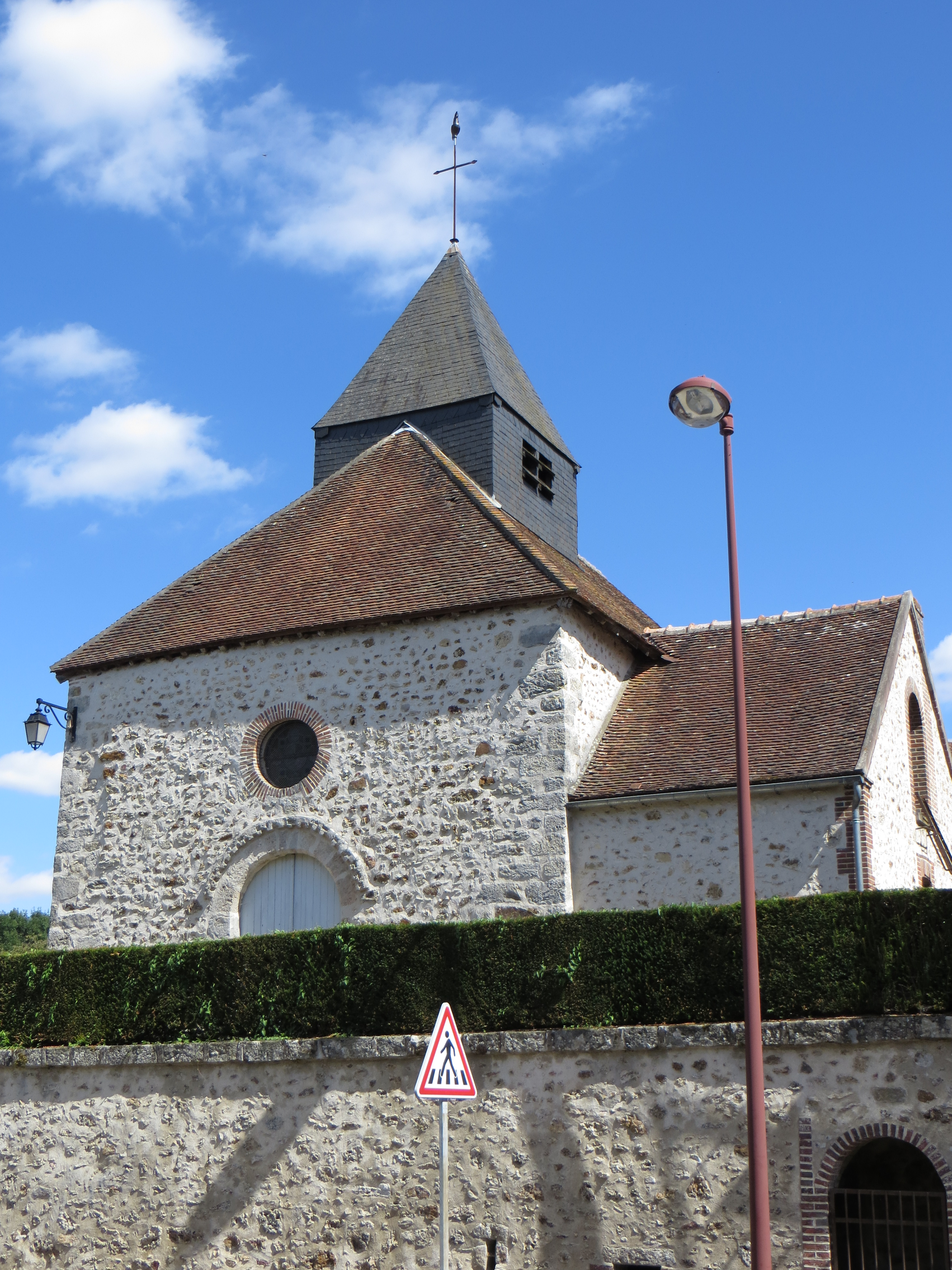
Kirche Saint-Martin

- Kirche Saint-Martin
- Französischer Nationalfriedhof